# CodePlex
CodePlex foi um site forge da Microsoft. Enquanto estava ativo, permitiu o desenvolvimento compartilhado de software de código aberto. O beta inicial começou em maio de 2006, com o lançamento final um mês depois, em junho. Uma nova versão do site era lançada a cada três semanas, adicionando recursos e atualizações adicionais.[carece de fontes?]
Em 2010, uma Fundação CodePlex não relacionada foi renomeada para Fundação Outercurve para esclarecer a confusão de que havia uma relação direta entre a fundação e o CodePlex, que pertence e é administrado exclusivamente pela Microsoft. A partir de 22 de janeiro de 2010, o sistema de controle de origem distribuída do Mercurial também teve suporte e foi aprimorado. Em 21 de março de 2012, o CodePlex anunciou o suporte do Git como uma opção de controle de origem.
Em 31 de março de 2017, a Microsoft anunciou a descontinuação do CodePlex. O plano original era tornar o CodePlex somente leitura em outubro de 2017 antes de finalmente encerrá-lo em 15 de dezembro de 2017. A Microsoft fez uma parceria com o GitHub para permitir que os projetos fossem migrados para o serviço.